# Miroslav Miller
Miroslav Miller (Beroun, 19 agosto 1980) è un allenatore di calcio ed ex calciatore ceco, di ruolo portiere, preparatore dei portieri del Bohemians 1905.